# Josua Zweifel
Josua Zweifel (ur. 10 września 1854 w Glarus, zm. 1895) – szwajcarski kupiec i badacz Afryki, zasłynął jako odkrywca źródeł Nigru (w 1879 roku wraz z Francuzem Mariusem Moustierem). Zbadał także tereny wewnętrznego Sierra Leone. Celem ekspedycji było zawarcie stosunków handlowych z władcami afrykańskich królestw w regionie.